# La Pensadora (escultura)
L'escultura urbana coneguda pel nom La Pensadora, ubicada a la carrer Argüelles, proper al Teatre Campoamor, a la ciutat d'Oviedo, Principat d'Astúries, Espanya, és una de les més d'un centenar que adornen els carrers de l'esmentada ciutat espanyola.
El paisatge urbà d'aquesta ciutat, es veu adornat per obres escultòriques, generalment monuments commemoratius dedicats a personatges d'especial rellevància en un primer moment, i més purament artístiques des de finals del segle xx.
L'escultura, feta de bronze, és obra de José Luis Fernández, i està datada segons els experts en 1968 o en 1976.
A 1976 (Casaprima en la seva obra "Escultura Pública en Oviedo", Editat per l'Ajuntament d'Oviedo, data l'obra en 1968), José Luis Fernández va tallar en fusta, en petites dimensions una escultura a la que va cridar "Mujer Sentada", i que va estar exposada a Oviedo en l'exposició "José Luis Fernández. 30 anys d'escultura". Aquesta obra pot considerar com l'antecedent d'aquesta l'escultura que es troba a prop del Teatre Campoamor.